# Класифікація вугілля

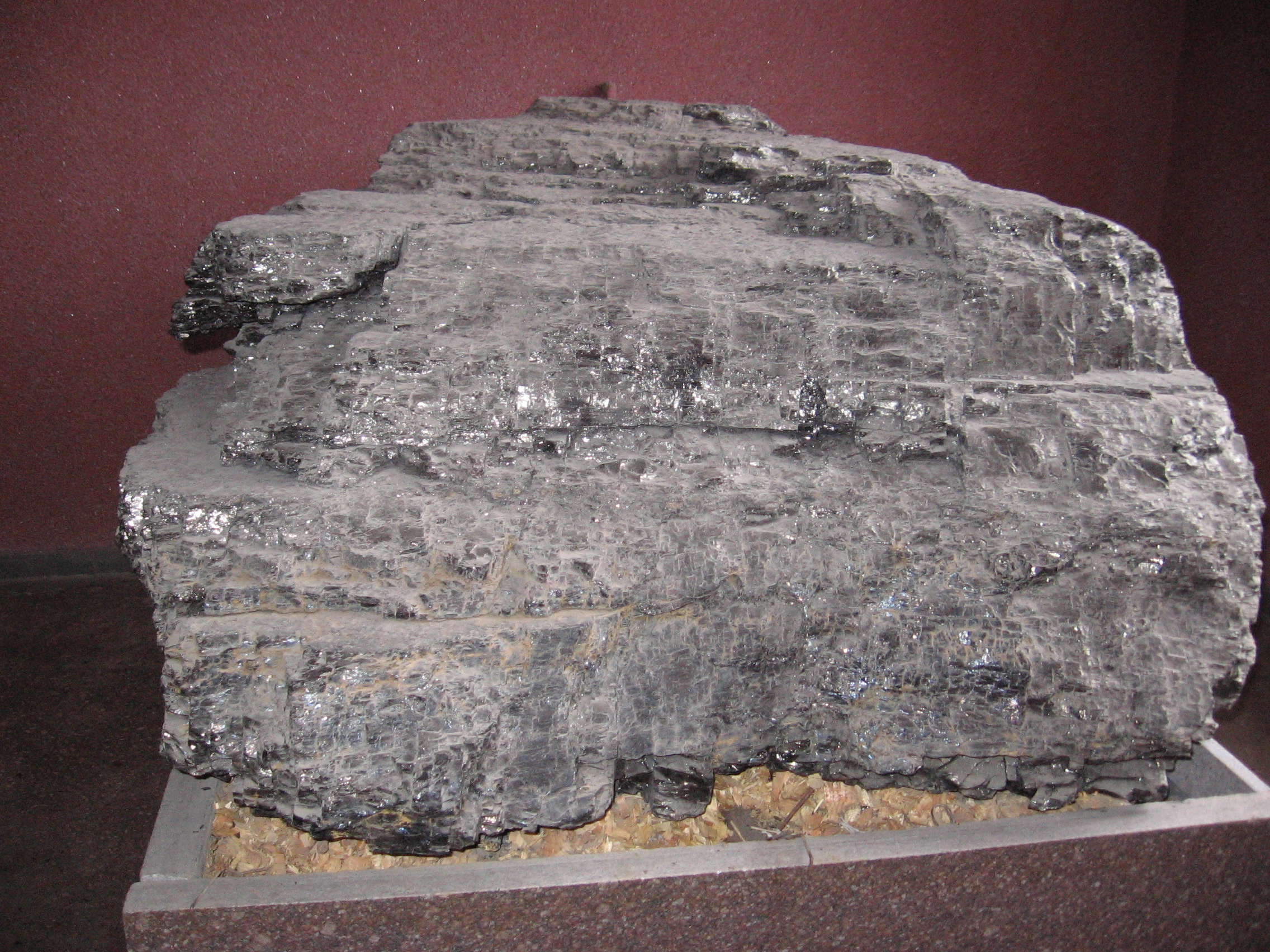
Антрацит

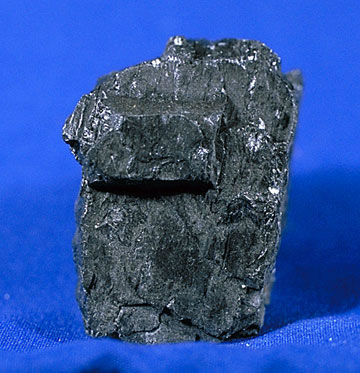
Кам'яне вугілля

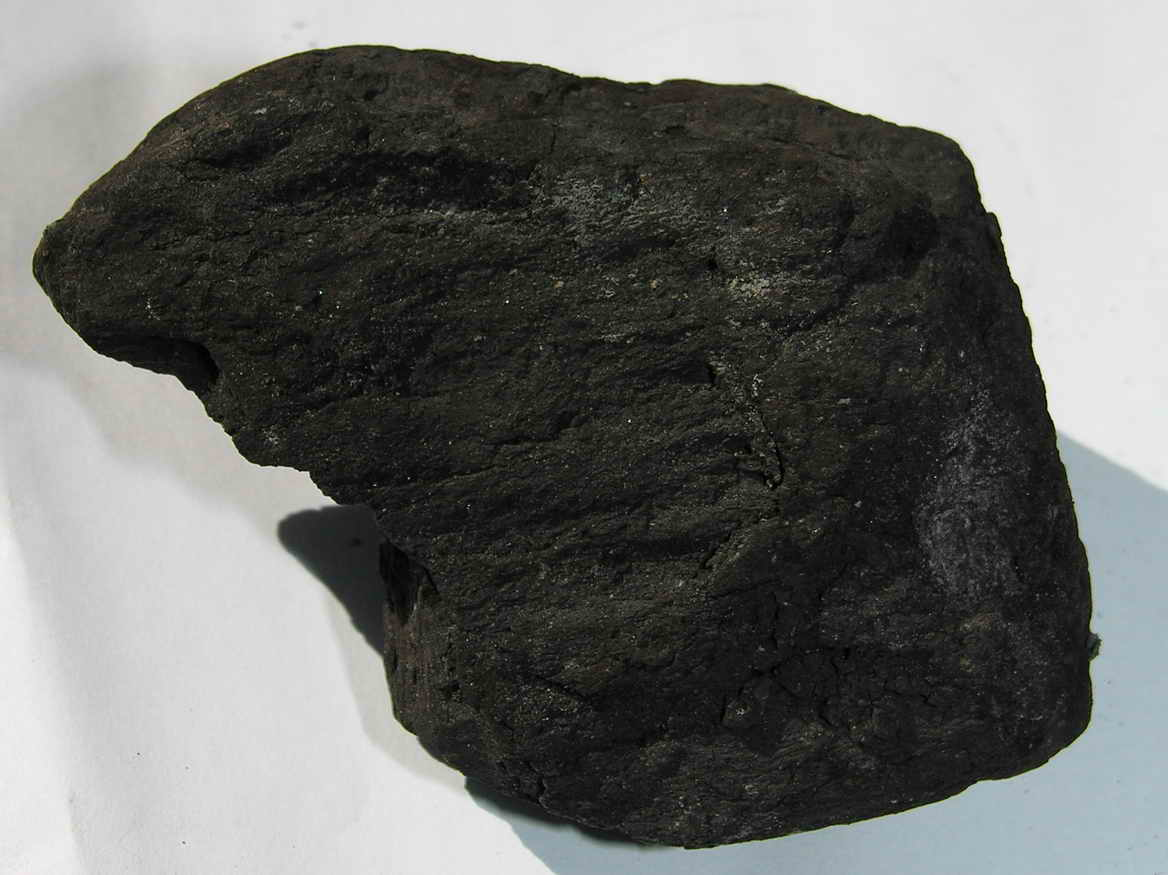
Буре вугілля

Класифікація вугілля — здійснюється за генетичними і технологічними параметрами, крупністю, збагачуваністю, петрографічним складом тощо. Розрізняють генетичні, хіміко-технологічні, промислові та змішані к.в.

## Види вугілля
Вугілля, як і нафта та природний газ, є органічною речовиною, яка зазнала повільного розкладу внаслідок біологічних і геологічних процесів. Основа утворення вугілля — рослинні рештки. Залежно від міри перетворення й питомої кількості вуглецю у вугіллі розрізняють чотири його типи: буре вугілля (лігніти), кам'яне вугілля, антрацит і графіт. На Заході існує дещо інша класифікація — лігніти, суббітумінозне вугілля, бітумінозне вугілля, антрацити й графіти.

### Антрацит
Антрацит — це викопне вугілля, що при своєму виникненні прогрівалося найглибше, вугілля найвищої міри вуглефікації. Характеризується великою густиною і блиском. Містить 95 % вуглецю. Застосовується як тверде висококалорійне паливо (теплотворність 6800-8350 ккал/кг). Має найбільшу теплоту згоряння, але погано спалахує. Утворюється з кам'яного вугілля при підвищенні тиску й температури на глибинах близько 6 кілометрів.

### Кам'яне вугілля
Кам'яне вугілля — осадова порода, що є продуктом глибокого розкладу решток рослин (дерев'янистих папоротей, хвощів і плаунів, а також перших голонасінних рослин). Більшість покладів кам'яного вугілля було утворено в палеозої, головним чином у кам'яновугільний період, приблизно 300—350 мільйонів років тому.
За хімічним складом кам'яне вугілля є сумішшю високомолекулярних поліциклічних ароматичних сполук з високою масовою часткою вуглецю, а також води й летких речовин із невеликою кількістю мінеральних домішок, які під час спалювання вугілля утворюють золу. Викопне вугілля різниться співвідношенням своїх компонентів, що визначає їхню теплоту згоряння. Низка органічних з'єднань, які входять до складу кам'яного вугілля, має канцерогенні властивості.
Уміст вуглецю в кам'яному вугіллі, залежно від його сорту, становить від 75 % до 95 %. Містить до 12 % вологи (3-4 % внутрішньої), тому має вищу теплоту згоряння порівняно з бурим вугіллям. Містить до 32 % летких речовин, завдяки чому непогано спалахує. Утворюється з бурого вугілля на глибинах бл. 3 кілометрів.

### Буре вугілля
Буре вугілля — тверде викопне вугілля, що утворилося з торфу, містить 65-70 % вуглецю, бурого кольору, наймолодше з викопного вугілля. Використовується як місцеве паливо, а також як хімічна сировина. Містить багато води (43 %), і тому має низьку теплоту згоряння. Крім того, містить більшу кількість летких речовин (до 50 %). Утворюється з відмерлих органічних решток під тиском навантаження і дією підвищеної температури на глибинах бл. 1 км.

## Промислова класифікація вугілля
Промислова класифікація вугілля передбачає розподіл вугілля на різні марки та групи в залежності від їх фізико-хімічних властивостей і можливості використання для технологічної або енергетичної мети. Основними класифікаційними параметрами прийнято: вихід летких речовин на беззольну масу Vdaf, %; товщину пластичного шару Y (мм); загальну вологість Wr
t, %. Крім того, до класифікаційних параметрів відносять об'ємний вихід летких речовин на беззольну масу Vr
об (м3/кг); питому теплоту згорання Qdaf
s (кДж/кг); індекс Рога (RI), вихід первинної смоли Тdaf
sk. Промислова К.в. України регламентується державним стандартом ДСТУ 3472-96 (Див. вугілля кам'яне).
У зарубіжних промислових класифікаціях викопного вугілля прийнято виділяти вугілля буре, кам'яне і антрацити з додатковим виділенням лігнітів або ототожненням останніх з бурим вугіллям. Дрібніші підрозділи в цих класифікаціях основані на ступені їх вуглефікації і зумовлених нею таких найважливіших показниках промислових властивостей, як питома теплота згоряння і спікливість.
- У класифікації Грюнера, поширеній в зарубіжних європейських країнах, прийняті такі основні параметри: елементний склад, вихід і властивості нелеткого залишку.
- У США викопне вугілля поділене на 4 класи: лігніти, суббітумінозне і бітумінозне вугілля, антрацити. У кожному класі виділено групи для лігнітів і неспікливого (суббітумінозного) вугілля за величиною вищої питомої теплоти згоряння беззольного вугілля, а для вугілля, що спікається (бітумінозного), і антрацитів, — за вмістом зв'язаного вуглецю і виходом летких речовин.

## Класифікація за крупністю
Основна маса вугілля, яка використовується у коксохімічному виробництві, відвантажується споживачам у нерозсортованому вигляді. Однак, у деяких випадках з них виділяють крупні класи для енергетичних цілей, а відсів спрямовують на коксування. Енергетичне вугілля та антрацити, поряд із іншими показника-ми, характеризуються ще й крупністю. 
Класифікація вугілля за крупністю передбачає розділення вугілля на класи крупності:
- плитний (антрацит) П — 100…300 мм;
- крупний К — 50…100 мм;
- горіх О — 25…50 мм;
- дрібний М — 13…25 мм;
- насіння С — 6…13 мм;
- штиб Ш — менше 6 мм;
- рядове вугілля — 0…200 мм для підземних та 0…300 мм для відкритих робіт.

Допускаються поєднані класи: ПК (плитне крупне), КГ (крупний горіх), ГД (горіх дрібний), ДС (дрібне з сім’ячком). При співвідношенні між нижньою і верхньою межею крупності не більше 1 : 4 допускаються й такі класи: СШ (сім’ячко зі штибом), ДСШ (дрібний з сім’ячком і штибом), ГДСШ (горіх із дрібним сім’ячком і штибом).
На підприємствах з відкритим способом видобутку верхня межа крупності в рядовому і плитному вугіллі може бути збільшена до 300 м.

## Класифікація за збагачуваністю
Класифікація вугілля за збагачуваністю регламентується ГОСТ 10100-84. Показник збагачуваності Т являє собою відношення сумарного виходу проміжних фракцій (1400—1800 кг/м3 для вугілля кам'яного і 1800—2000 кг/м3 для антрацитів) до виходу безпородної маси:
Т = 100 γпр / (100 — γп),
де γпр — вміст проміжних фракцій у %;
γп — вміст породних фракцій (густиною понад 1800 кг/м3 для вугілля кам'яного і понад 2000 кг/м3 — для антрацитів).
В залежності від значення Т вугілля кам'яне та антрацити відносять до наступних категорій збагачення:
| Т, %             | Категорія збагачуваності | Ступінь збагачуваності |
| До 4 (5) включно | 1                        | Легка                  |
| 4 (5)-10         | 2                        | Середня                |
| 10-15(17)        | 3                        | Важка                  |
| Понад 15(17)     | 4                        | Дуже важка             |

Запропоновано велике число графічних і аналітичних методів оцінки збагачуваності. Усі графічні методи оцінки засновані на використанні кривих збагачуваності, що будуються за результатами фракційного аналізу. Однак усім графічним методам притаманний загальний недолік, що полягає в трудомісткості використання і істотній погрішності результатів. Існує ряд способів оцінки збагачуваності вугілля за кривими збагачуваності.
Аналітичні методи оцінки збагачуваності оперують, головним чином, виходами і зольностями фракцій (концентратної, промпродуктової і породної) при різних сполученнях зазначених параметрів, що також не дозволяє одержати досить точний критерій оцінки. 
Берд запропонував характеризувати збагачуваність вугілля вмістом матеріалу в певних границях вище і нижче заданої густини розділення. Границі відхилення від густини розділення прийняті рівними ±100 кг/м3, при цьому (без вільної породи). Крива Берда будується графічним або аналітичним шляхом за результатами фракційного аналізу.
Французькі дослідники запропонували використовувати як показник збагачуваності тангенс кута нахилу α кривої густин при відповідному вмісті суміжних фракцій (густиною ±100 кг/м3 від густини розділення). Наприклад, при вмісті суміжних фракцій 3 % tg α = 0,25, що відповідає хорошій збагачуваності, а при вмісті цих фракцій 6 % tg α = 0,5 — збагачуваність важка.
Григорій Прейгерзон запропонував показник, аналогічний показнику Берда. Характеристика збагачуваності залежить від виходу матеріалу зольністю в межах ± 5 % від зольності шару на демаркаційній лінії. Вихід матеріалу визначається за кривою λ(γ).
За Т. Г. Фоменко збагачуваність визначається коефіцієнтом збагачуваності К, який дорівнює відношенню величини прогину f кривої λ(γ) до максимально можливого її значення F: К = f / F (див. рис.).
За С. І. Панченко категорія збагачуваності вугілля визначається відношенням теоретичного виходу концентрату густиною менше 1400 кг/м3 до його зольності. Існують і інші методи оцінки збагачуваності вугілля: за Маєром, В.Топорковим, Л.Улицьким та ін.
В залежності від значення показника збагачуваності То приведена класифікація донецького вугілля, яка пов'язана з технологічним напрямком використання збагаченого вугілля:
| Категорія збагачуваності | Значення індексу То | Отримувані концентрати                                                                                 |
| І                        | 0<То≤1              | Чисті та надчисті                                                                                      |
| ІІ                       | 1<То≤2              | Для виробництва металургійного коксу                                                                   |
| ІІІ                      | 2<То≤3              | Те ж саме, при зменшеному виході                                                                       |
| IV                       | 2<То>≤4             | Для використання у енергетичних цілях                                                                  |
| V                        | То>4                | Продукти збагачення, які можна використовувати у енергетичних цілях та для комунально-побутових потреб |

## Міжнародна класифікація вугілля
Див. Міжнародна класифікація вугілля
Міжнародна К.в. була прийнята у 1954 р. Комітетом по вугіллю Європейської економічної комісії ООН. Згідно з цією класифікацією вугілля з вищою теплотою згоряння вологої беззольної маси до 23826 кДж/кг належать до бурих, а вугілля з більшою теплотою згоряння — до кам'яного і антрацитів.
К.в. охоплювала вугілля кам'яне та антрацити і виконувалася по: виходу летких речовин на суху беззольну масу Vdaf, теплоті згоряння Qdaf
s, спікливості та коксівності вугілля. У 1988 р. ця класифікація була відмінена. Європейська економічна комісія ООН затвердила нову систему міжнародної кодифікації вугілля середнього та високого рангів, тобто кам'яного вугілля та антрацитів. За цією класифікацією до бурого відносять вугілля з вищою теплотою згоряння вологої беззольної маси до 24000 кДж/кг. Набір основних ознак, якими повинно характеризуватися вугілля, наведені в таблиці:
| №  | Показники                                             | Індекси | Номер цифр в коді вугілля | Міжнародні стандарти для визначення показників |
| 1. | Середній показник відбиття вітриніту                  | Ro      | 1, 2                      | 7404-1984                                      |
| 2. | Характеристика рефлектограми                          | -       | 3                         | 7404-1984                                      |
| 3. | Мацеральний склад: -вміст інертиніту -вміст ліптиніту | ІL      | 45                        | 7404-1984                                      |
| 4. | Індекс вільного спучування                            | SI      | 6                         | 500-1984; 562—1984                             |
| 5. | Вихід летких речовин на сухе беззольне паливо         | Vdaf    | 7, 8                      | 1170-1977                                      |
| 6. | Зольність на суху масу                                | Аd      | 9, 10                     | 1171-1984                                      |
| 7. | Вміст сірки на суху масу                              | Sd t    | 11, 12                    | 334-1975                                       |
| 8. | Вища теплота згоряння на суху беззольну масу          | Qdaf б  | 13, 14                    | 1923-1976                                      |

Система кодування значень показників, що характеризують вугілля, наведена у додатку. Крім зазначених показників система кодифікації передбачає можливість використання для характеристики вугілля і додаткових показників згідно з домовленістю постачальника і покупця. В результаті вивчення вугілля складається сертифікат, який характеризує його метаморфізм, мацеральний склад та технологічні властивості.
Приклад сертифікату одного австралійського вугілля:
| №  | Показники                                                             | Індекси | Одиниці вимірювання | Значення показників | Код |
| 1. | Середній показник відбиття вітриніту                                  | Ro      | %                   | 1,25                | 12  |
| 2. | Характеристика рефлектограми: -середнє відхилення -кількість розривів | S-      | шт.                 | 0,14 -              | 1   |
| 3. | Мацеральний склад: - вміст інертиніту - вміст ліптиніту               | І L     | %                   | 51 3                | 5 1 |
| 4. | Індекс вільного спучування                                            | SI      | Умовні одиниці      | 6,5                 | 6   |
| 5. | Вихід летких речовин на сухе беззольне паливо                         | Vdaf    | %                   | 24,3                | 24  |
| 6. | Зольність на суху масу                                                | Аd      | %                   | 5,53                | 05  |
| 7. | Вміст сірки на суху масу                                              | Sd t    | %                   | 0,42                | 04  |
| 8. | Вища теплота згоряння на суху беззольну масу                          | Qdaf б  | МДж/кг              | 35,9                | 35  |

Код вугілля: 12151624050435. Якщо для характеристики вугілля використовуються додаткові показники, то вони також включаються у сертифікат, але не кодуються. Якщо дані за яким-небудь параметром не визначаються, або відсутні, то в коді ставиться знак «х», в тому випадку, коли код мав складатися з однієї цифри, або «хх», якщо з двох цифр.

## Класифікація вугілля за генетичними і технологічними параметрами
Див. також Генетична класифікація вугілля
Класифікація вугілля за генетичними і технологічними параметрами — єдина система кодування бурого, кам'яного вугілля і антрацитів, що дає комплексну оцінку їх генетичних та технологічних характеристик. Була створена рядом НДІ України і Росії у 90-х роках ХХ ст. Параметри класифікації:
- г е н е т и ч н і — середній показник відбивної здатності вітриніту і сума фюзенізованих компонентів, які відображають молекулярну структуру, склад і природні особливості вугілля;
- т е х н о л о г і ч н і -

- - а) для бурого вугілля: максимальна вологоємність на беззольне паливо і вихід смоли напівкоксування на сухе беззольне паливо;
  - б) для кам'яного вугілля: вихід летких речовин на беззольну масу, товщина пластичного шару і показник Рога;
  - в) для антрацитів: об'ємний вихід летких речовин на беззольну масу і анізотропія відбивної здатності вітриніту.

Ця класифікація не набула широкого використання в Україні.
Крім описаних існує петрогенетична класифікація викопного вугілля, хіміко-технологічні характеристики, змішані класифікації тощо.